# 7379 Naoyaimae
A 7379 Naoyaimae (ideiglenes jelöléssel 1981 EC29) a Naprendszer kisbolygóövében található aszteroida. Schelte J. Bus fedezte fel 1981. március 1-én.